# Керченская мечеть
Керченская мечеть (Джума-Джами, Керич-Джами) — мечеть, находящаяся в Керчи по адресу ул. Пушкина, 8. Мечеть построена в 1850 году. Памятник архитектуры.

## История

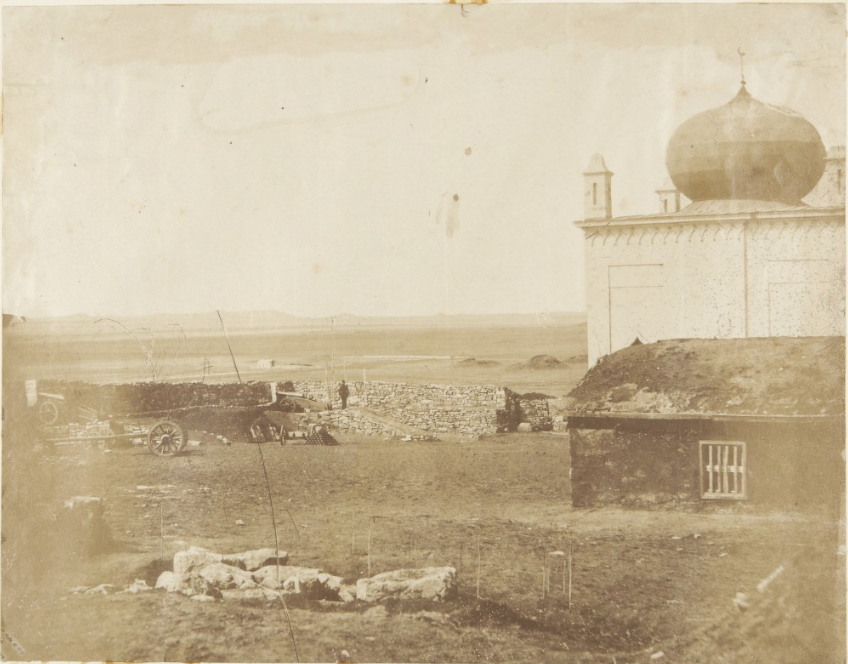
Британская артиллерийская позиция во дворе Керченской мечети, Крымская война, 1855

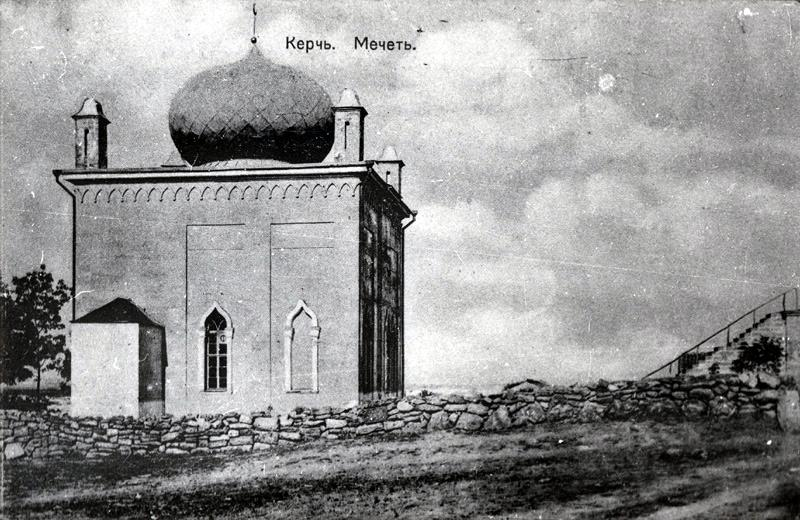
Мечеть в 1910-е годы

Предпосылкой к строительству мечети было решение генерал-губернатора Новороссийского и бессарабского Михаила Воронцова построить в 1839 году вблизи Керчи мусульманский форштадт, жители которого освобождались от налоговых сборов и призыва в армию на 25-летний период. Внутри форштадта было решено построить мечеть, на строительство которой было выделено 1428 рублей серебром. Тем не менее, данного бюджета не хватило для постройки мечети.
К сооружению мечети вернулись в 1842 году, когда градоначальник Керчи Захар Херхеулидзе создал строительную комиссию. Комиссию возглавил купец и православный меценат Василий Яковлевич Гущин. Службы в недостроенной мечети начали проводить в 1844 году, однако полностью строительство было завершено в 1850 году.
Строительство мечети обошлось бюджету в 5004 рублей серебром. Здание выполнено из каменной кладки скреплённой железом и заливкой из свинца. Мечеть имела каменный купол. Минарет, при этом, построен не был из-за нехватки средств, но при этом для него было выложено основание. Муэдзин призывал верующих с открытого возвышения.
Во время осады Севастополя в ходе Крымской войны к зиме 1854—1855 года стороны пришли к позиционному тупику. Чтобы переломить ситуацию и нарушить пути снабжения осаждённых англо-французское командование в ходе Азовской кампании весной 1855 года решило захватить Керченский пролив и угрожать российским портам Азовского моря. 12 (24) мая 1855 года англо-французский флот из 57 кораблей, 11 плавбатарей и нескольких десятков мелких судов вошел в Керченский пролив. На их борту находился 16-тысячный десант. Противник занял Керчь после короткого боя с береговыми батареями и укрепился в городе.
К этому моменту относится первая известная фотография Керченской мечети. Британский фотограф Дж. Робертсон (James Robertson) снимал позиции британской артиллерии, которые использовали забор мечети как бруствер. На снимке видны два лёгких орудия и пирамида из ядер. В настоящее время фото хранится в Художественном музее Принстонского университета.
В 1938 году мечеть была закрыта. С неё был снят купол. Помещение было переделано под кинотеатр. Позже здание занимала библиотека имени Некрасова. В начале 1990-х годов на фоне возвращения из мест депортации крымских татар мечеть была возвращена мусульманской общине. Служба в мечети была возобновлена в 1998 году. Здание при этом находилось в аварийном состоянии. В 2007 году из бюджета АР Крым на ремонт мечети было выделено 390 тысяч гривен. Указом Министерства культуры и туризма Украины от 25 октября 2010 года мечеть была признана памятником архитектуры и градостроительства.
После аннексии Крыма Россией новые власти полуострова объявили о намерении провести реконструкцию мечети. Летом 2015 года реконструкция мечети была начата. Вместимость мечети после реконструкции по проекту должна была составить 300 человек. К июлю 2015 года был установлен новый купол, стоимостью 500 тысяч рублей. Для строительных работ была привлечена подрядная организация из Дагестана. В июле 2018 года за два месяца был возведён минарет высотой 33 метра и завершена реставрация фасада. К июню 2020 года мечеть была украшена новой подсветкой.

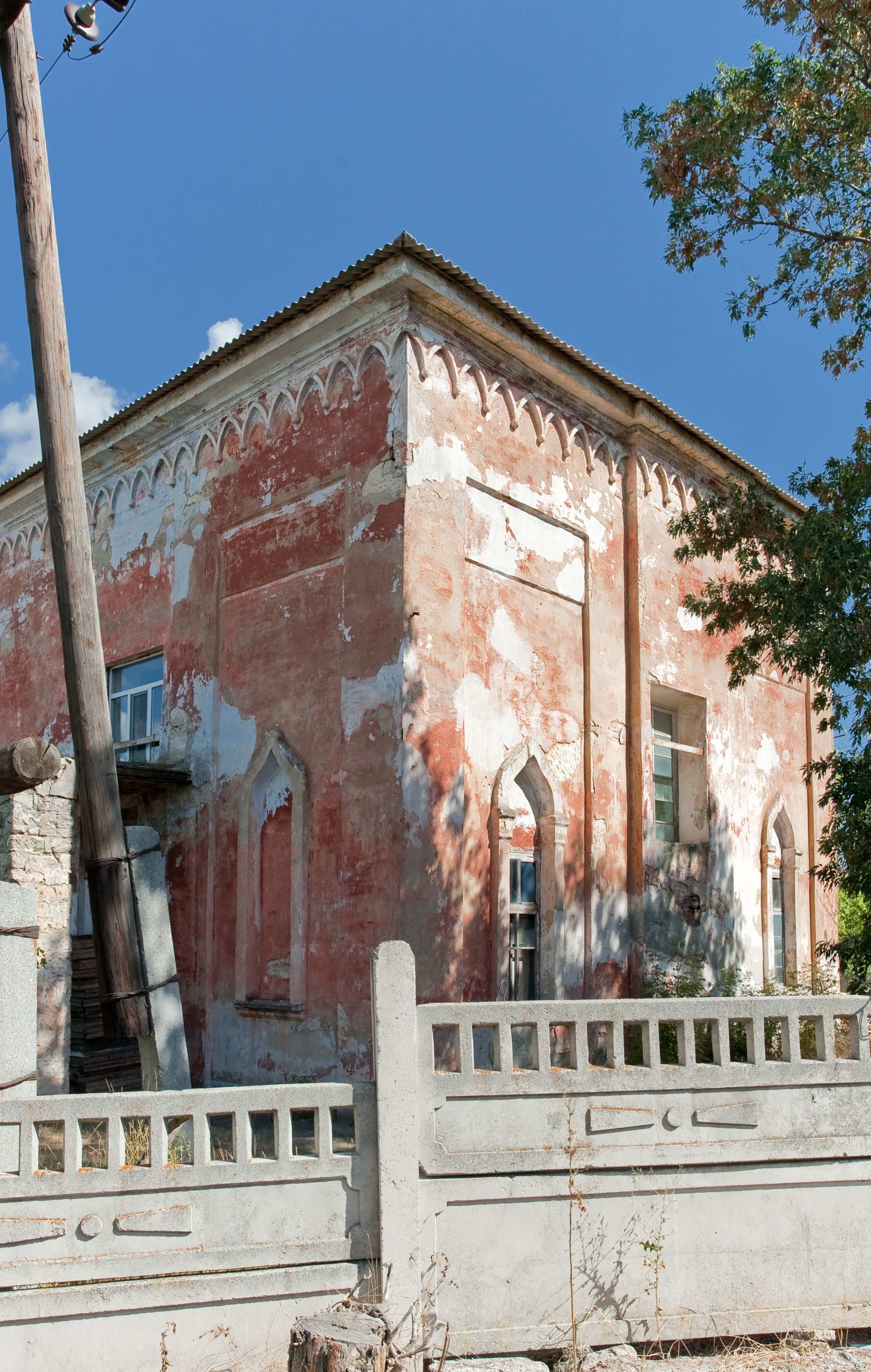
2012 год
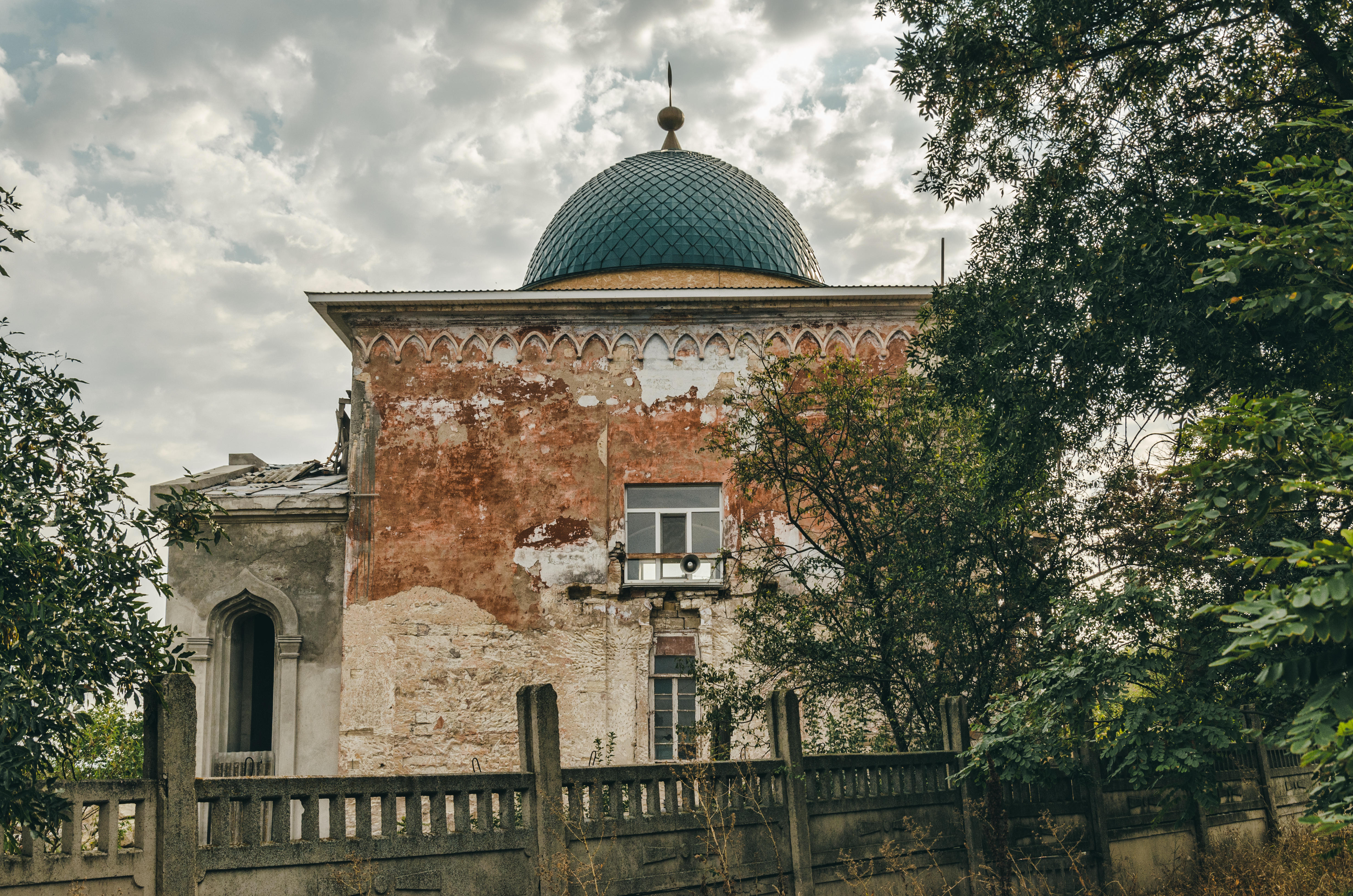
2015 год
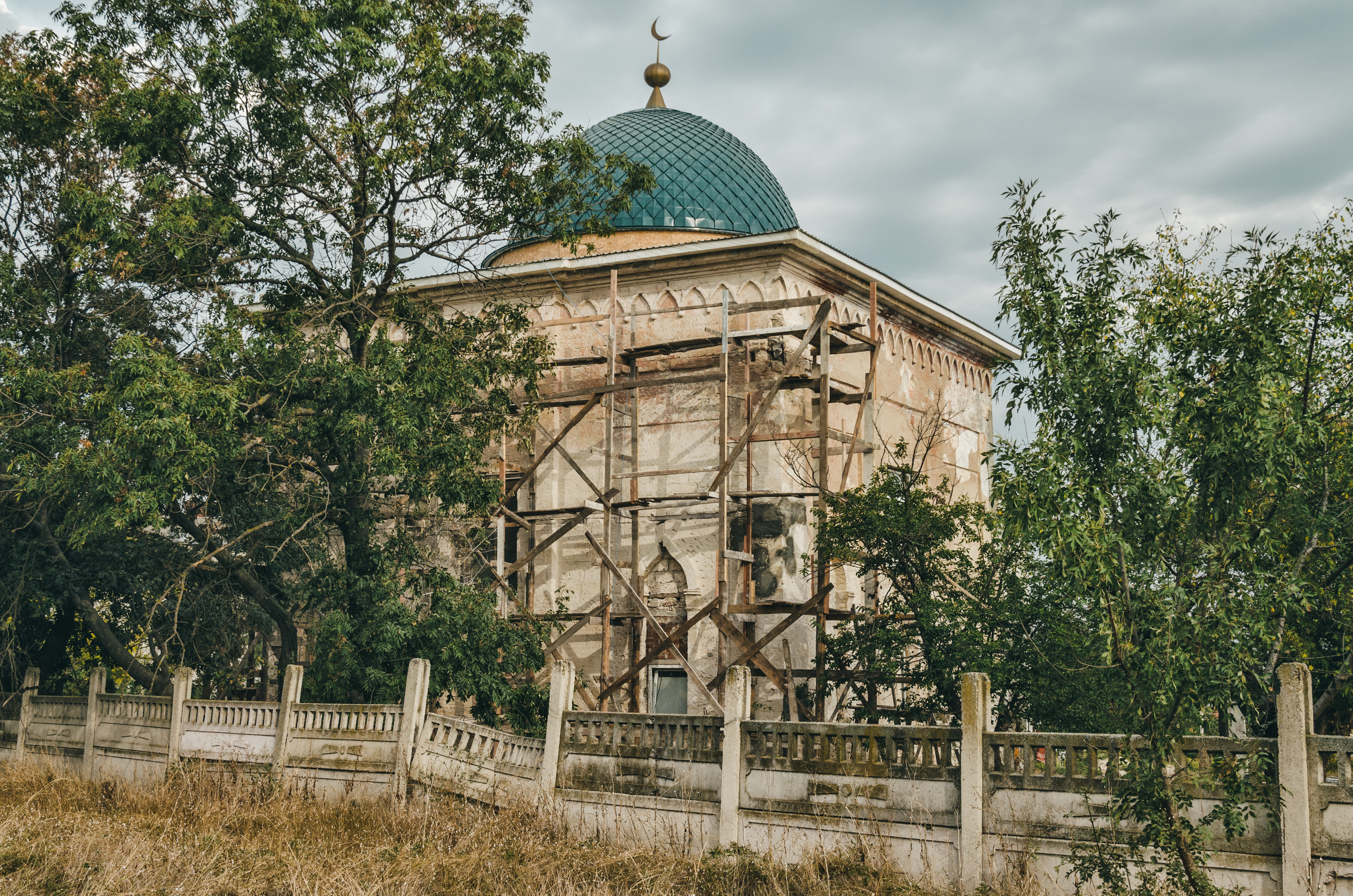
2015 год
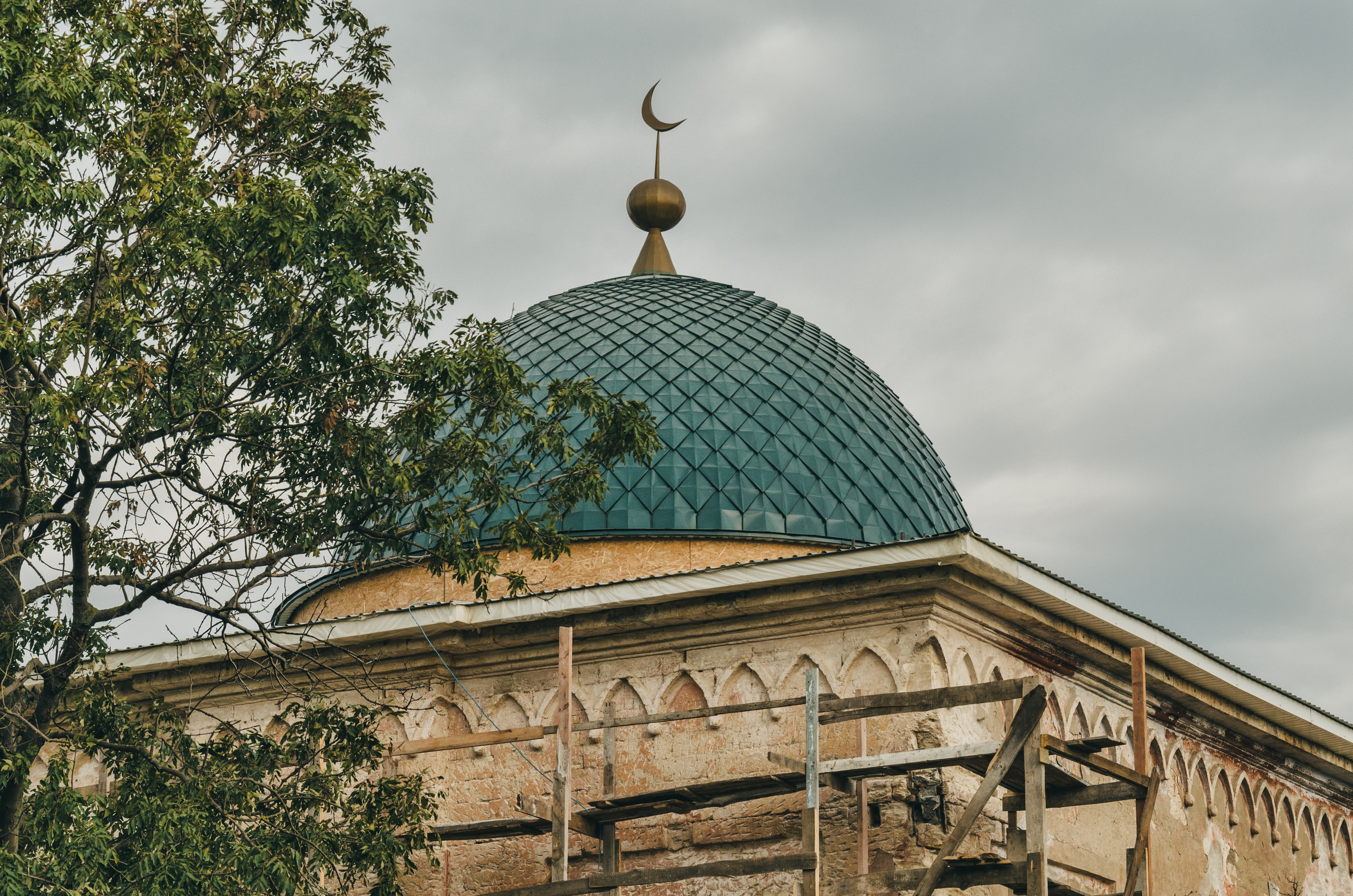
2015 год